# Yixingkannor

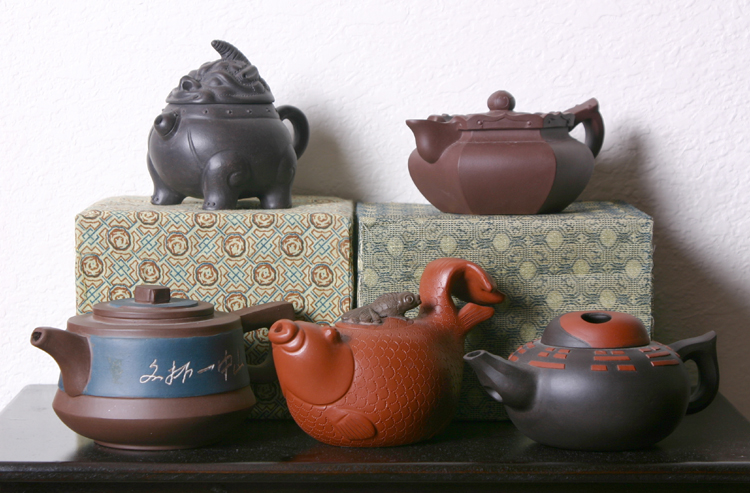
Yixingkannor

Yixingkanna tillverkad 1911-1923.

Yixingkannor är tekannor gjorda av yixinglera från staden Yixing i den kinesiska provinsen Jiangsu. De är högt värderade i Kina. De senaste tio åren har dessa kannor blivit väldigt populära även bland te-entusiaster över hela världen, bland annat för att de ofta är mycket vackra, men framför allt för sin egenskap att framhäva teets smak. I Yixingkannor dricker man vanligtvis bara Oolong-te, åldrat (eller shou) Pu'er-te och svart te.

## Användning
Storleken och materialet på kannorna beror på vilket sorts te man ska dricka. Eftersom kannan är oglaserad tar den upp smak och färg av teerna man dricker; därför bör man inte dricka Oolong-te och Pu'er-te ur en och samma kanna. Många använder olika kannor för mörka och gröna Oolong-teer, eller till och med en kanna till varje Oolongsort, eftersom smakerna kan vara väldigt olika.
De yixingkannor som används till Oolongte, exempelvis vid kung fu-te, är i regel ganska små (från 80 ml till 200 ml). Till Pu'er-teer är de ofta något större, mellan 200 ml och över 1 l. Prydnadskannor i yixinglera kan rymma mer än 10 liter, men används aldrig till att brygga te i.

## Rengöring
Man bör aldrig använda diskmedel i kannan för att rengöra, eftersom kannan kan ta smak av det, då den inte är glaserad. Efter användning bör man tömma kannan från teblad och sen skölja ur med kokat vatten samt låta den torka upp-och-ned utan lock. Om man låter bladen ligga kvar finns det risk att det börjar mögla, och då kan kannan få bismak av mögel. Om en kanna fått en dålig smak kan man lägga den i en kastrull med kokande vatten och teblad från den tesort man vill att kannan ska ta smak från. Detta kan man göra innan man använder kannan första gången, men den goda effekten är ifrågasatt.